# Opel Senator

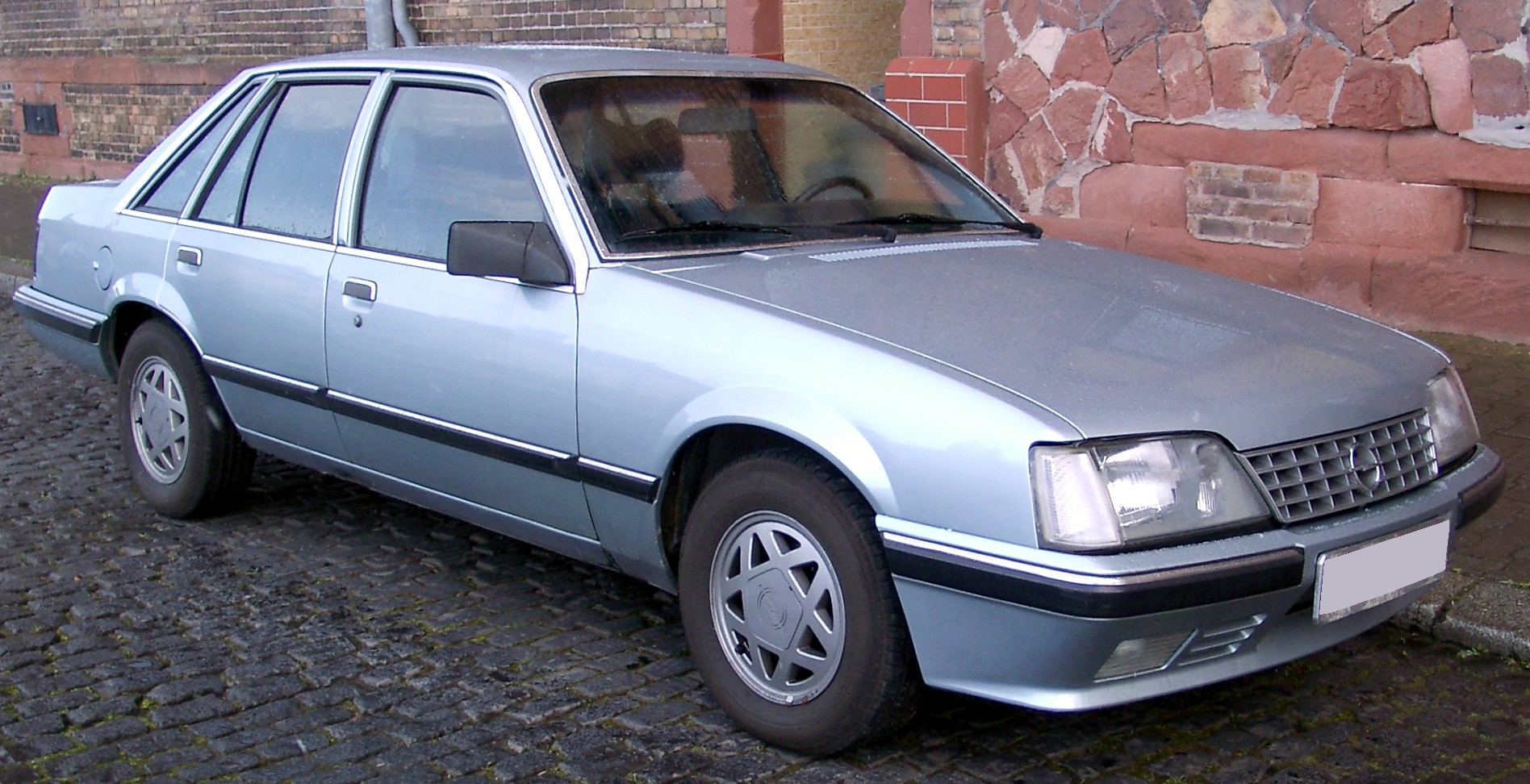
Opel Senator A2 vyráběný v letech 1982–1986

Opel Senator je osobní automobil luxusní třídy vyráběný německou automobilkou Opel v letech 1978–1994. První verze Senator A z let 1978–1986 vycházela z vozu Opel Rekord E, později vyráběný Senator B (1986–1994) měl stejnou podvozkovou platformu a klasickou koncepci (motor vpředu a pohon zadních kol) jako Opel Omega A.
Opel Senator A byl vyráběn jako čtyřdveřový sedan i třídveřové kupé, verze Senator B již pouze jako sedan. V roce 1994 byla výroba tohoto modelu ukončena z důvodu předraženosti modelu. Motorizace byly výhradně benzínové - nejslabší sériovou verzí byl motor o objemu 2,6 l a výkonu 110 kW, následoval motor 3,0i o výkonu 130 kW a vrcholným motorem sériové verze byl motor 3,0i 24V o výkonu 147 kW. Vozy se vyráběly jak se čtyřstupňovou automatickou převodovkou, tak i s pětistupňovou manuální převodovkou. Existovaly i výkonnější verze modelu, ale jednalo se výhradně o "kusové" edice úpravců jako je například Irmscher. Ten vestavěl do Senatora motor 4,0i 24V s výkonem 200 kW.